# Brigitte Nielsen
Brigitte Nielsen (født 15. juli 1963 i Rødovre) er en dansk skuespiller, model, musiker og reality tv-personlighed, der begyndte sin karriere med at stå model for Greg Gorman og Helmut Newton, og flere år senere, i 1985, medvirkede hun i Red Sonja og Rocky IV. Hun er også kendt for sit tidligere ægteskab med Sylvester Stallone. Hun spillede rollen som Karla Fry i Beverly Hills Cop II og som den mørke heks i tv-serien The Cave of the Golden Rose mellem 1992 til 1996. Hun medvirkede også i musikvideoen til Michael Jacksons "Liberian Girl". Hun taler flydende dansk, engelsk, italiensk og tysk.

## Tidlige liv
Birgitte Nielsen er datter af bibliotekar Hanne og ingeniør Svend Nielsen, og har en bror Jan Nielsen. Hun gik i skole på Statens Pædagogiske Forsøgscenter (SPF) i klasse med blandt andre Thomas Blachman.

## Karriere
I 1979 rejste hun som blot 16-årig til Italien for at starte en karriere som model. Hun kom til at arbejde for topdesignere som f.eks. Giorgio Armani og Gianni Versace, og hendes arbejdspladser var Milano, Paris, Berlin og New York.[kilde mangler]
I 1985 indspillede hun sin første film med titelrollen i filmen Red Sonja (på dansk ''De Frygtløse''). Højdepunktet i hendes skuespillerkarriere var som snigmorderen Karla Fry i den amerikanske film Frækkere end politiet tillader 2 (originaltitel: Beverly Hills Cop II), foruden hendes medvirken i musikvideoen til Michael Jacksons "Liberian Girl".
Hun har senere medvirket i adskillige tv-shows og -serier. I januar 2012 blev hun kåret til jungledronning i RTL-serien "Ich bin ein Star – holt mich hier raus" efter en 16 dages hård overlevelseskamp i Australiens jungle. Hun satte sig igennem over for sine 10 modstandere, bl.a. fodboldspiller Ailton Goncalves da Silva fra Rio Branco, Brasilien.[kilde mangler]
I en alder af 60 år gik hun catwalk i Balenciagas pre-fall 2024 show, hvor både Kim Kardashian og Kendall Jenner var tilskuere.

## Ægteskaber og børn
Hun har været gift fem gange og er mor til fem børn. Fra 1983-85 var hun gift med den danske musiker Kasper Winding, med hvem hun i 1984 fik sønnen Julian Winding, som i dag er forsanger i bandet Hard Candy. I 1985-87 var hun gift med den amerikanske skuespiller Sylvester Stallone, som hun mødte under indspilningen af Red Sonja, og i hvis film Rocky IV og Cobra hun senere medvirkede. Derefter blev hun forlovet med den amerikanske fodboldspiller Mark Gastineau, mens han stadig var gift. De fik sønnen Killian i 1989. Fjerde ægteskab var med den schweizisk/italienske racerkører Raoul Meyer i 1993-2005, hvor parret fik sønnerne Douglas Aaron i 1992 og Raoul Jr. Ayrton i 1995 (den sidste opkaldt efter hendes ven Ayrton Senna). Den 8. juli 2006 blev hun gift med Mattia Dessi, der er tidligere model og nu tjener. Med ham har hun i en alder af 54 fået sit femte barn, datteren Frida.
Ifølge flere medier var hun fra 1990-92 gift med instruktøren Sebastian Copeland (Orlando Blooms fætter), men ifølge hende selv var der ikke tale om et lovformeligt ægteskab.[kilde mangler]

## Filmografi
- Red Sonja (1984)
- Rocky IV (1985)
- Cobra (1986)
- Frækkere end politiet tillader 2 (1987)
- Bye Bye Baby (1988)
- Domino (1988)
- Murder on the Moon (1989) (TV)
- 976-Evil II (1991)
- Mission of Justice (1992)
- The Double 0 Kid (1992)
- Fantaghirò (1992-1996) (TV)
- Chained Heat 2 (1993)
- Compelling Evidence (1995)
- Codename : Silencer (1995)
- Terminal Force (1995)
- Snowboard Academy (1997)
- Paparazzi (1998)
- She's Too Tall (1998)
- Hostile Environment (1999)
- Doomsdayer (2000)
- Voyage : Killing Brigitte Nielsen (2007) (TV)
- The Hustle (2008)
- Big Money Rustlas (2010)
- Ronal Barbaren (2011)
- Eldorado (2012)
- The Key (2013)
- Raising Hope (2014) (TV)
- Mercenaries (2014)
- Portlandia (2015) (TV)
- Exodus (2017)[6]
- Creed II (2018)
- The Exxperience (2019)
- Guardians of Justice (2022) (TV)

## Diskografi

### Studiealbum
- Every Body Tells A Story (1988)
- I am the One ... Nobody Else (1992)
- No More Turning Back (2000)
- Tic-Toc (2001)
- Gitta vs. RuPaul (2002)
- Brigitte Nielsen (2008)

### Opsamlingsalbum
- 1987: Body Next to Body (Falco meets Brigitte Nielsen)
- 1987: Every Body Tells a Story
- 1988: Maybe
- 1988: Strange Love
- 1988: Siento
- 1990: Rockin' Like a Radio
- 1991: My Girl (My Guy)
- 1992: How Could You Let Me Go
- 2000: No More Turning Back (Gitta)
- 2001: Tic Toc (Gitta)
- 2002: You're No Lady (Gitta, RuPaul)
- 2012: Misery (Gitte Nielsen feat Spleen United)